# 第153独立機械化旅団 (ウクライナ陸軍)
第153独立機械化旅団（だい153どくりつきかいかりょだん、ウクライナ語: 153-тя окрема піхотна бригада）は、ウクライナ陸軍の旅団。北部作戦管区隷下。

## 概要

### ロシアのウクライナ侵攻

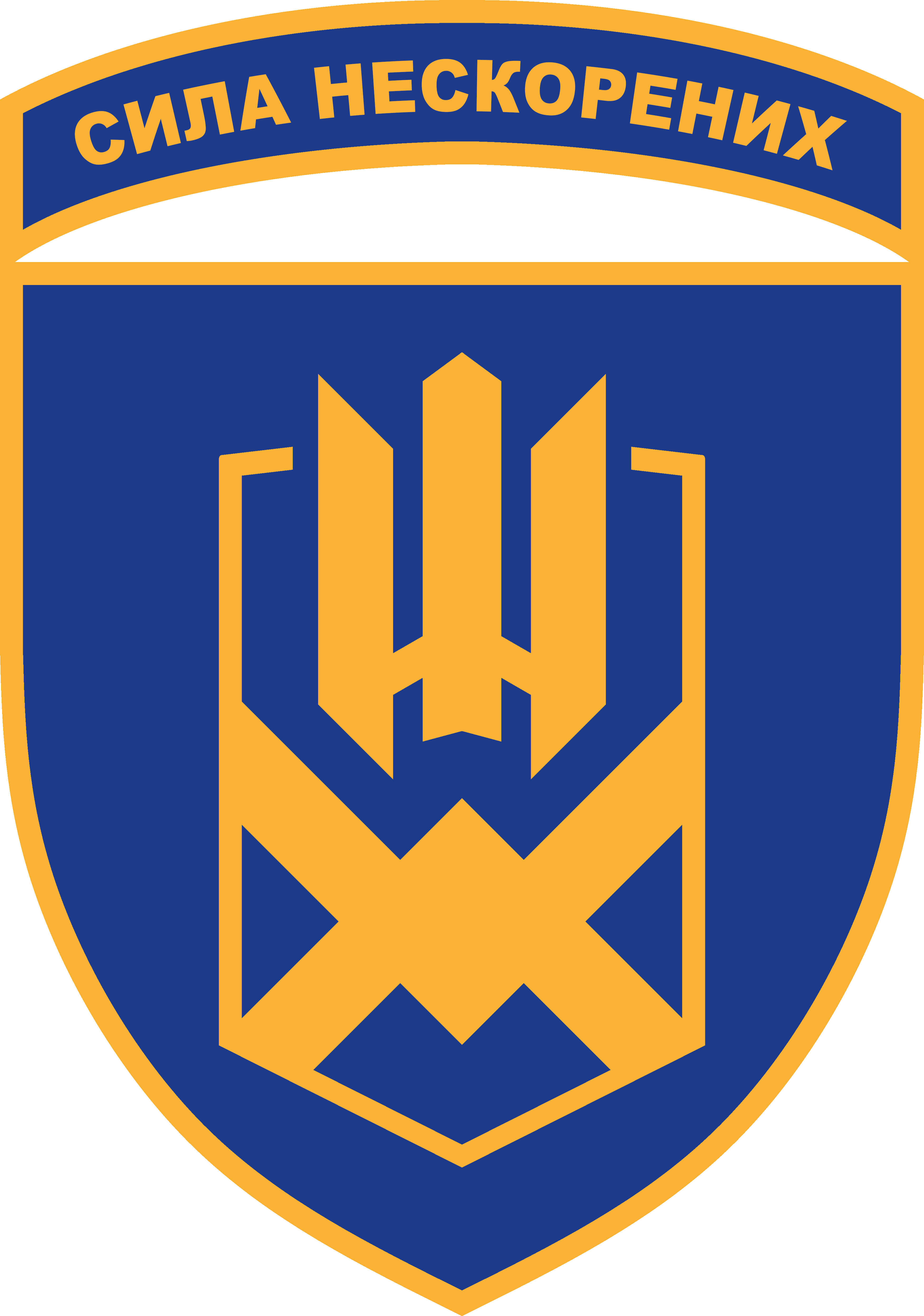
第153独立歩兵旅団章（第1小銃大隊章に転用）

2023年8月29日、ロシアのウクライナ侵攻の影響に伴い、第72独立機械化旅団隷下の機関銃小隊（元義勇兵部隊）を基幹に第153独立機械化旅団として創設された。
2024年4月、歩兵部隊化に伴い、第153独立歩兵旅団に改編された。アメリカ合衆国の軍事支援停止で装甲戦闘車両などの機械化装備が不足したためとみられ、実戦配備前に再編となった。

#### 北東部・ハルキウ戦線

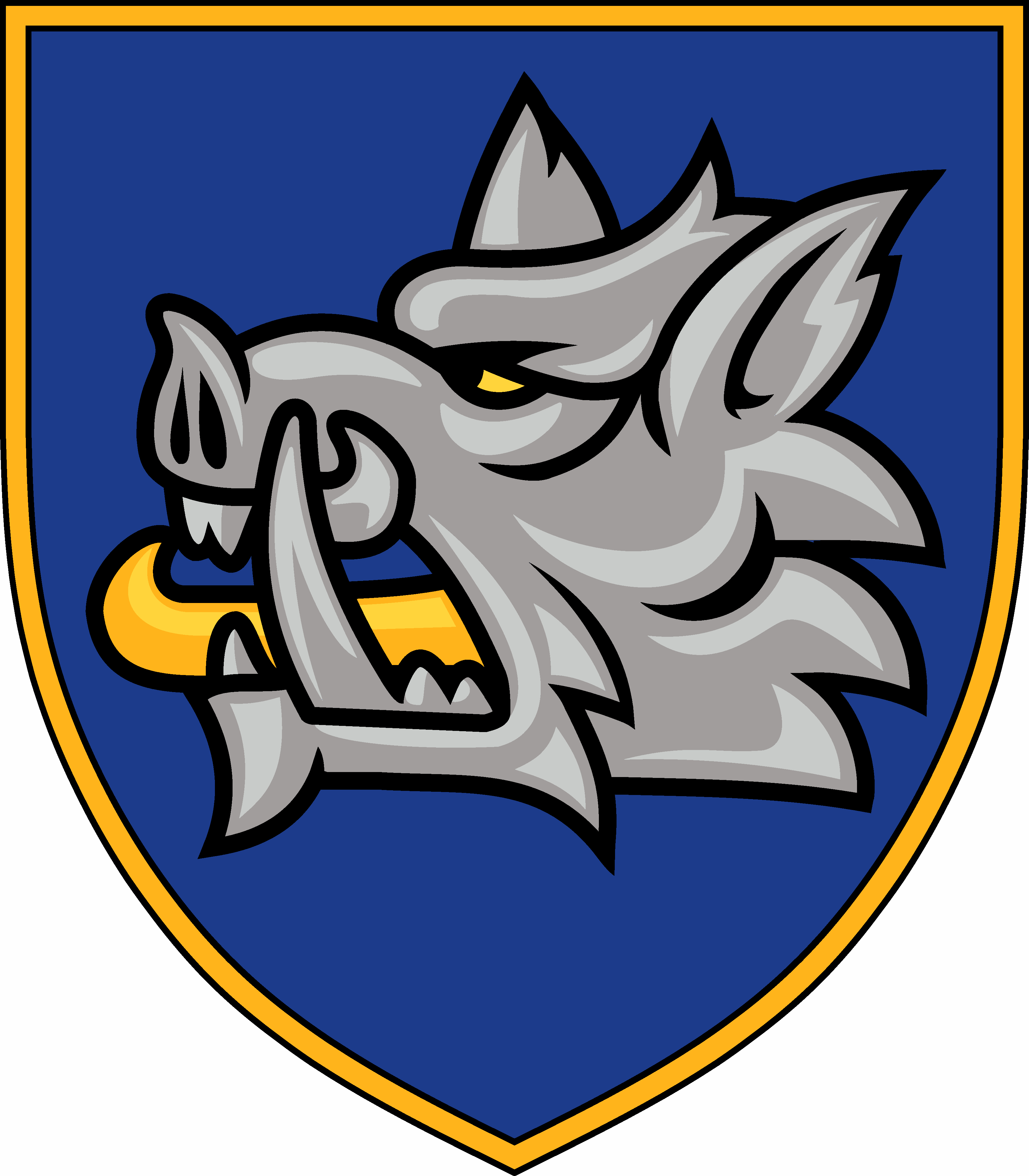
旧第153独立機械化旅団章

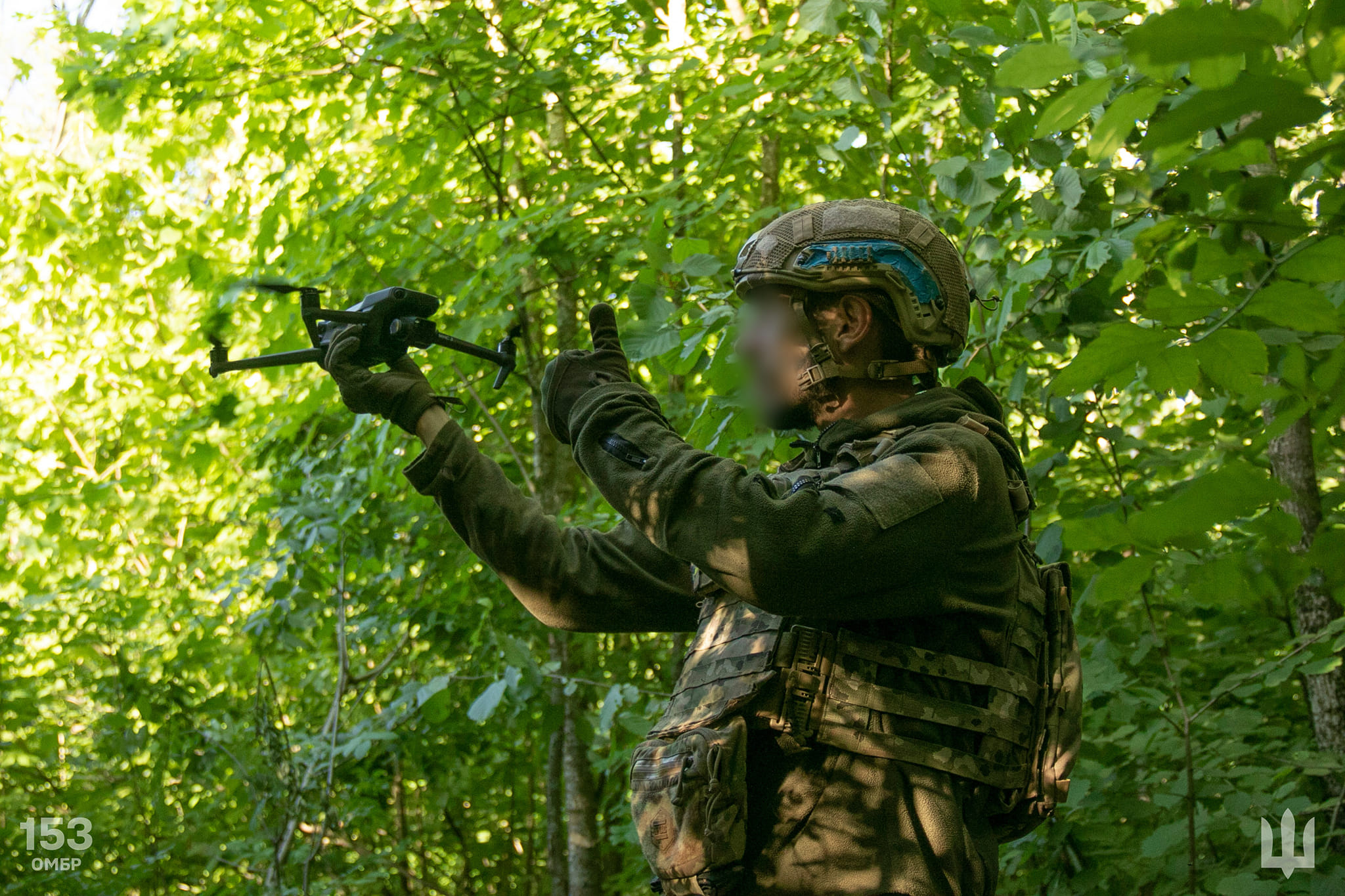
ハルキウ州に展開する様子

2024年5月、ロシアと国境を接する北東部ハルキウ州に配備され、無人機中隊が展開した。
2024年6月、機械化に伴い、第153独立機械化旅団に改編された。西側諸国の軍事支援増加やアメリカ合衆国の軍事支援再開で機械化装備に余裕が出たためとみられ、2か月ぶりに機械化された。

#### ロシア・クルスク戦線
2024年8月、ロシア・クルスク州攻勢に参加していたことが部隊創設1周年記念で公表された。

#### 東部・ポクロウシク戦線
2024年12月、激戦地の東部ドネツィク州ポクロウシク地区に再配置され、友軍の救援でポクロウシク方面に展開した。当初は味方から士気の低い徴兵拒否者の部隊だと思われていたが、実戦経験を積んだことで第2大隊の射撃時間が2日間で20分から4分に短縮するなど練度の向上をみせた。

## 編制
- 旅団司令部
- 第1機械化大隊
- 第2機械化大隊
- 第3機械化大隊
- 戦車大隊
- 第1小銃大隊
- 第2小銃大隊
- 旅団砲兵群
  - 本部中隊
  - 第1自走砲大隊
  - 第2自走砲大隊
  - ロケット砲大隊
  - 対戦車砲大隊
- 防空大隊

- 工兵大隊
- 整備大隊
- 兵站大隊
- 偵察中隊
- 電子戦中隊
- 通信中隊
- レーダー中隊
- NBC防護中隊
- 衛生中隊
- 無人機中隊

## ギャラリー

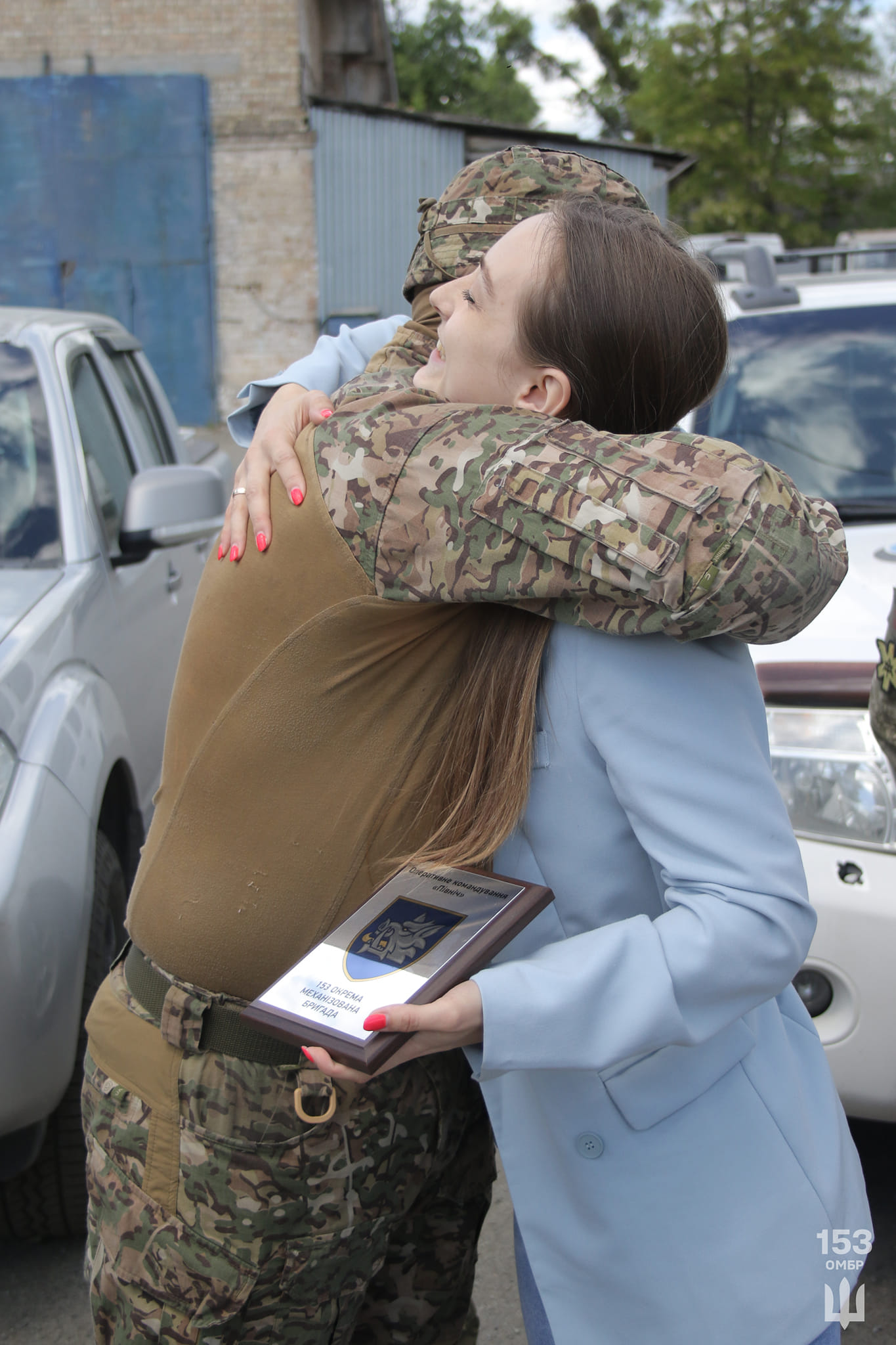
ボランティアから提供された車両